# Ducado de Maqueda

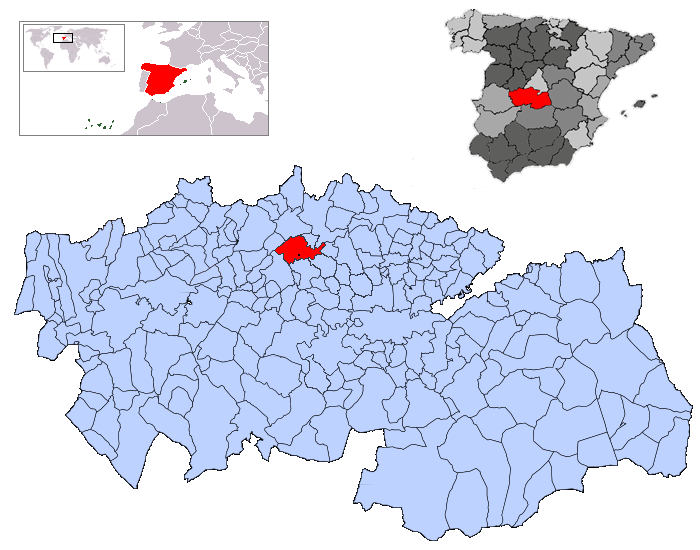
Localización de Maqueda, (Toledo)

El ducado de Maqueda es un título nobiliario español creado por Carlos I en 1529, a favor de Diego de Cárdenas y Enríquez, ii señor de Maqueda, i adelantado mayor del reino de Granada.
Diego de Cárdenas y Enríquez era hijo de Gutierre de Cárdenas, vii señor de la villa de Cárdenas, señor de Maqueda, señor de Torrijos y señor de Elche, y de su esposa Teresa Enríquez, hija natural de Alonso Enríquez, iii almirante de Castilla, ii conde de Melgar, que la tuvo con María de Alvarado y Villagrán.
Su denominación hace referencia a la localidad de Maqueda, en la provincia de Toledo.

## Duques de Maqueda
|                       | Titular                                                | Periodo               |
| Creación por Carlos I | Creación por Carlos I                                  | Creación por Carlos I |
| --------------------- | ------------------------------------------------------ | --------------------- |
| i                     | Diego de Cárdenas y Enríquez                           | 1529-1542             |
| ii                    | Bernardino de Cárdenas y Pacheco                       | 1542-1560             |
| iii                   | Bernardino de Cárdenas y Portugal                      | 1560-1601             |
| iv                    | Jorge de Cárdenas y Manrique de Lara                   | 1601-1644             |
| v                     | Jaime Manuel de Cárdenas y Manrique de Lara            | 1644-1652.            |
| vi                    | Francisco María de Monserrat Manrique de Cárdenas      | 1652-1656             |
| vii                   | Teresa Antonia Manrique de Mendoza                     | 1656-1657             |
| viii                  | Raimundo de Lancaster y Cárdenas Manrique de Lara      | 1657-1665             |
| ix                    | María Guadalupe de Lancaster y Cárdenas Manrique       | 1666-1715             |
| x                     | Manuel Ponce de León Lancaster y Cárdenas              | 1715-1729             |
| xi                    | Joaquín Cayetano Ponce de León y Spínola               | 1729-1743             |
| xii                   | Manuel Ponce de León y Spínola                         | 1743-1744             |
| xiii                  | Francisco Ponce de León y Spínola                      | 1744-1763             |
| xiv                   | Antonio Ponce de León y Spínola                        | 1763-1780             |
| xv                    | Vicente Joaquín Osorio de Moscoso y Guzmán             | 1780-1816             |
| xvi                   | Vicente Isabel Osorio de Moscoso y Álvarez de Toledo   | 1816-1837             |
| xvii                  | Vicente Pío Osorio de Moscoso y Ponce de León          | 1837-1864             |
| xviii                 | José María Osorio de Moscoso y Carvajal                | 1864-1868             |
| xix                   | Francisco de Asís Osorio de Moscoso y de Borbón        | 1868-1898             |
| xx                    | Francisco de Asís Osorio de Moscoso y Jordán de Urríes | 1898-1952             |
| xxi                   | María del Perpetuo Socorro Osorio de Moscoso y Reynoso | 1952-1953             |
| xxii                  | María de los Dolores Barón y Osorio de Moscoso         | 1953-2002             |
| xxiii                 | Luis María Gonzaga de Casanova-Cárdenas y Barón        | 2003-2010             |
| xxiv                  | Pilar Paloma de Casanova-Cárdenas y Barón              | 2011-actual titular   |

## Historia de los duques de Maqueda

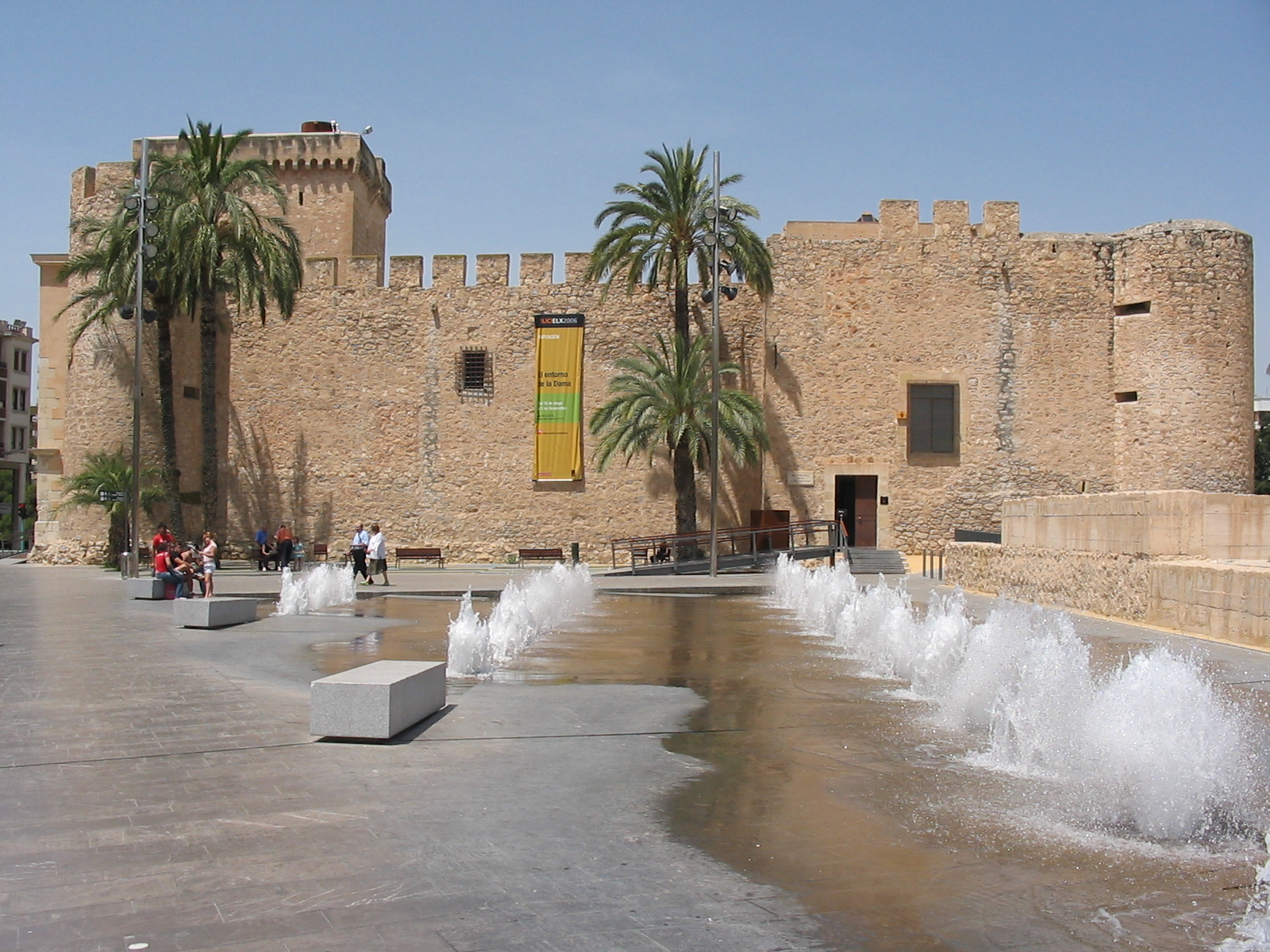
Palacio de los duques de Maqueda, marqueses de Elche, en Elche, (Alicante), llamado Palacio Altamira.

- Diego de Cárdenas y Enríquez (m. 6 de junio de 1542), i duque de Maqueda, mayordomo mayor de la reina,[1] i Adelantado mayor del reino de Granada, viii señor de la villa de Cárdenas, señor de Maqueda, de Torrijos, de Crevillente, de Elche, de Aspe, etc.

Se casó con Isabel Mencía Pacheco de Velasco (m. 1548), señora de Riaza, hija de Juan Pacheco, i duque de Escalona, i marqués de Villena, y de su tercera mujer, María de Velasco, i ( y única) duquesa de Roa. Le sucedió su hijo:
- Bernardino de Cárdenas y Pacheco (1490-1560), ii duque de Maqueda,[1], i marqués de Elche y virrey de Navarra y de Valencia.

Se casó con Isabel de Velasco, hija de Íñigo Fernández de Velasco y Mendoza, ii duque de Frías, iv conde de Haro, y de María de Tovar, i (y única), duquesa de Toro, vi señora de Berlanga. Le sucedió su nieto:
- Bernardino de Cárdenas y Portugal (1553-17 de diciembre de 1601), iii duque de Maqueda,[1] iii marqués de Elche –el II marqués de Elche fue su padre Bernardino de Cárdenas y Velasco, que no llegó a ostentar el ducado de Maqueda–. Había casado con Juana de Portugal).

Contrajo matrimonio con Luisa Manrique de Lara, v duquesa de Nájera,vii condesa de Treviño, viii condesa de Valencia de Don Juan, hija de Juan Esteban Manrique de Lara Acuña y Manuel, iv duque de Nájera. Le sucedió su hijo:
- Jorge de Cárdenas y Manrique de Lara (1584-24 de octubre de 1644), iv duque de Maqueda,[1]v marqués de Elche (el iv marqués de Elche fue su hermano mayor Bernardino de Cárdenas y Manrique de Lara, que no llegó a ostentar el ducado de Maqueda), vi duque de Nájera, viii conde de Treviño, ix conde de Valencia de Don Juan.

Se casó el 17 de abril de 1634 con Isabel de la Cueva Enríquez, hija de Francisco Fernández de la Cueva, vii duque de Alburquerque, iv marqués de Cuellar etc. Sin descendencia de este matrimonio, le sucedió su hermano:

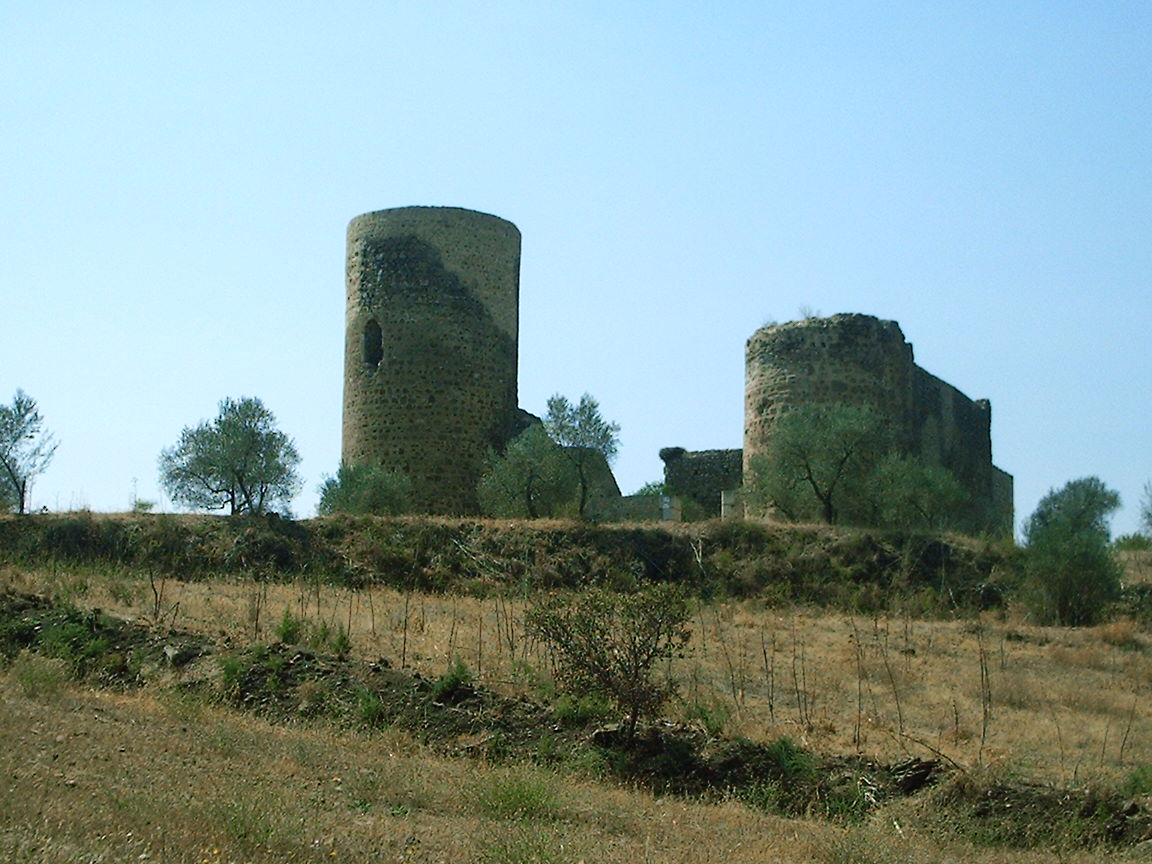
Castillo de Medina de las Torres, de donde fueron duques, los duques de Maqueda.

- Jaime Manuel de Cárdenas y Manrique de Lara (m. 20 de octubre de 1652), v duque de Maqueda,[1] vii duque de Nájera, vi marqués de Elche, ix conde de Treviño, x conde de Valencia de Don Juan, i marqués de Belmonte, (denominación de Belmonte desde 1622, luego desde 1915 la actual de Belmonte de la Vega Real). Nombrado por Felipe IV como jefe de la expedición que debía de traer a Mariana de Austria desde la frontera alemana a España. Estuvo desterrado en Elche.

Se casó con Inés María de Arellano, hija de Felipe Ramírez de Arellano, vii conde de Aguilar de Inestrillas. Le sucedió su hijo único:
- Francisco María de Montserrat Manrique de Cárdenas, (cambió el orden de sus apellidos), (m. 30 de abril de 1656 1656), vi duque de Maqueda desde el 20 de octubre de 1652, viii duque de Nájera, vii marqués de Elche, x conde de Treviño, xi conde de Valencia de Don Juan, ii marqués de Belmonte. Sin descendientes, le sucedió su prima carnal,[1] hija de María de Cárdenas y Manrique de Lara, hermana de su padre:

- Teresa Antonia Manrique de Mendoza (1615-17 de febrero de 1657), vii duquesa de Maqueda,[1] ix duquesa de Nájera, viii marquesa de Elche, xi condesa de Treviño, xii condesa de Valencia de Don Juan, iii marquesa de Belmonte, vii marquesa de Cañete, iv condesa de la Revilla.

Contrajo tres matrimonios, de los cuales no hubo descendencia. El primero con Fernão de Faro, conde de Vimeiro, en Portugal; después con Juan Antonio de Torres-Portugal y Manrique, ii conde de Villardompardo, y por último, con Juan de Borja y Aragón, hijo de Carlos de Aragón y Borja, ii conde de Ficallo, y de María Luisa de Gurrea y Aragón, vii duquesa de Villahermosa. Le sucedió un nieto del iii duque de Maqueda:
- Raimundo de Láncaster y Cárdenas (5 de noviembre de 1665), viii duque de Maqueda,[1]iv duque de Aveiro, en Portugal, marqués de Montemayor, ix marqués de Elche, barón de Axpe, de Planas y de Patraix. En 1665 fue promocionado a Capitán General de la Mar Océana participando en algunas misiones contra los portugueses. Vivía en Portugal al producirse la escisión portuguesa de 1640.

Se casó el 1 de abril de 1664 con Claire Louise de Ligne. Sin descendientes. Le sucedió su hermana:

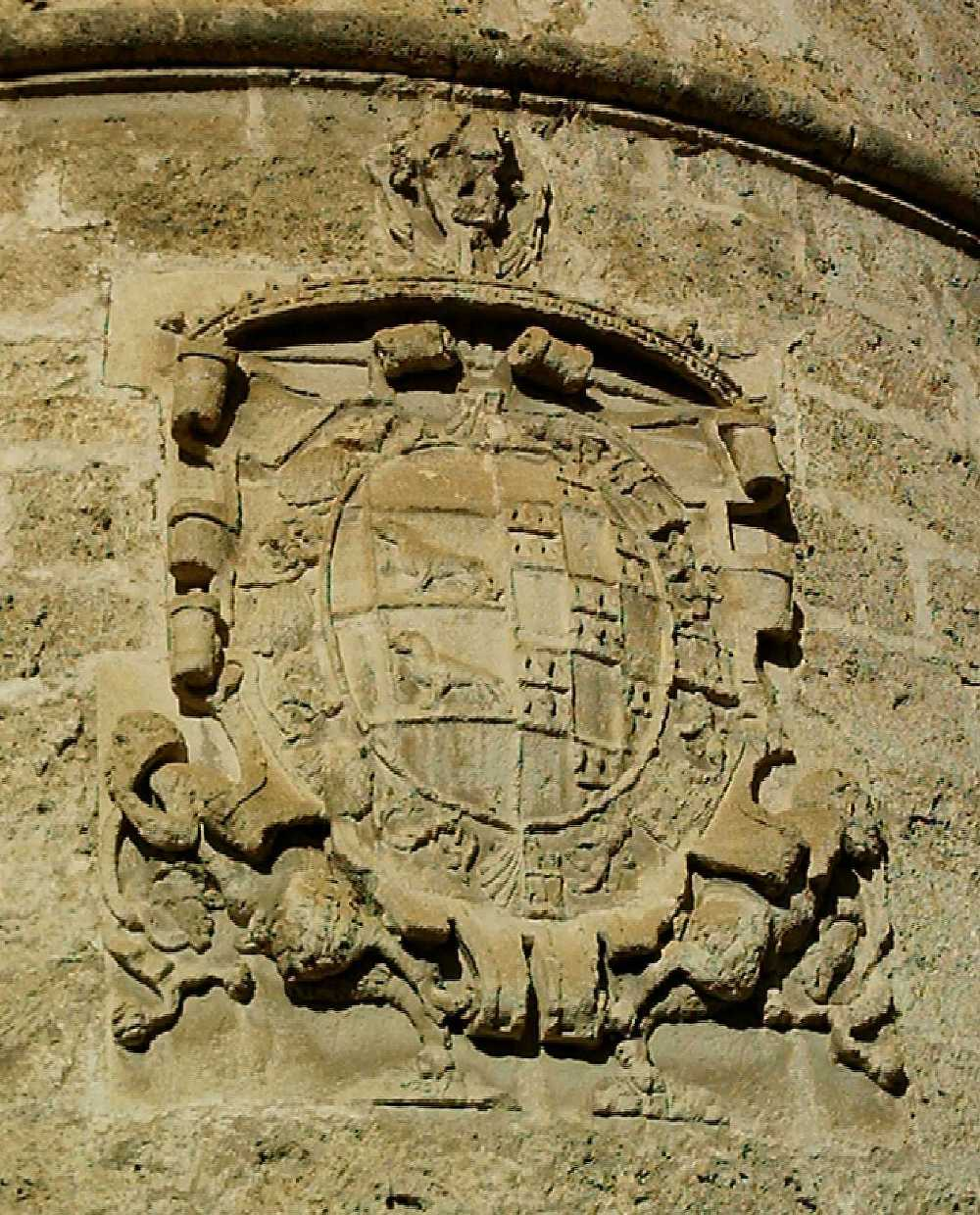
Escudo con las armas de los duques de Maqueda y Frías situado en la torre de convento de los agustinos de Huécija (Almería)

- María Guadalupe de Láncaster y Cárdenas Manrique (1630-9 de febrero de 1715), ix duquesa de Maqueda,[1] x marquesa de Elche, condesa de Montemor, vi duquesa de Aveiro, en Portugal.

Contrajo matrimonio el 28 de octubre de 1665 con Manuel Ponce de León y Fernández de Córdoba, vi duque de Arcos, marqués de Zahara, v conde de Casares, conde de Bailén. Le sucedió su hijo:
- Manuel Ponce de León Láncaster y Cárdenas (m. 18 de marzo de 1729), x duque de Maqueda, vii duque de Arcos,[1] marqués de Zahara, vi conde de Casares, vii conde de Bailén, xi marqués de Elche, marqués de Montemayor, barón de Axpe, de Planes y de Patraix.

Se casó en primeras nupcias con Teresa Enríquez de Cabrera, hija de Juan Gaspar Enríquez de Cabrera, vi duque de Medina de Rioseco, x conde de Melgar, x conde de Rueda etc. En segundas se casó con Ana María Spínola y de la Cerda, hija de Carlos Felipe Spínola y Colonna, iv marqués de los Balbases, y de Isabel María de la Cerda y Aragón, hija del duque de Medinaceli y de la duquesa de Cardona. Le sucedió su hijo:
- Joaquín Cayetano Ponce de León y Spínola (m. 1743), xi duque de Maqueda, viii duque de Arcos,[1] marqués de Zahara, ix marqués de Belmonte, conde de Bailén, conde de Casares, marqués de Elche, xiv duque de Nájera, etc.

Se casó con María Teresa de Silva y Mendoza, hija de Juan de Dios Silva y Mendoza, x duque del Infantado, vi duque de Pastrana, duque de Lerma, señor de Villagarcía, y de María Teresa de los Ríos, hija del iii conde de Fernán Núñez. Sin descendientes. Le sucedió su hermano:
- Manuel Ponce de León y Spínola (m. 1744), xii duque de Maqueda, ix duque de Arcos,[1] marqués de Zahara, conde de Bailén, conde de Casares, marqués de Elche, xv duque de Nájera y señor de Villagarcía. Soltero, sin descendientes, le sucedió su hermano:[1]

- Francisco Cayetano Ponce de León y Spínola (m. 1 de diciembre de 1763), xiii duque de Maqueda, x duque de Arcos,[1] marqués de Zahara, señor de Villagarcía, conde de Bailén, conde de Casares, marqués de Elche, xvi duque de Nájera.

Se casó con María del Rosario de la Cerda y Moncada, hija de Luis Antonio Fernández de Córdoba y de la Cerda, xi duque de Medinaceli, ix duque de Feria, xi duque de Segorbe, xii duque de Cardona, xi duque de Alcalá de los Gazules, viii duque de Lerma, etc. y de su segunda mujer, María Teresa de Moncada y Benavides, vii marquesa de Aitona etc. Sin descendientes. Le sucedió su hermano:
- Antonio Ponce de León y Spínola (1726-13 de diciembre de 1780), xiv duque de Maqueda, xi duque de Arcos, ii,[1] duque de Baños, viii duque de Aveiro, en Portugal, xvii duque de Nájera, marqués de Elche, etc. Le sucedió un descendiente de María de Cárdenas, hija del ii duque de Maqueda:

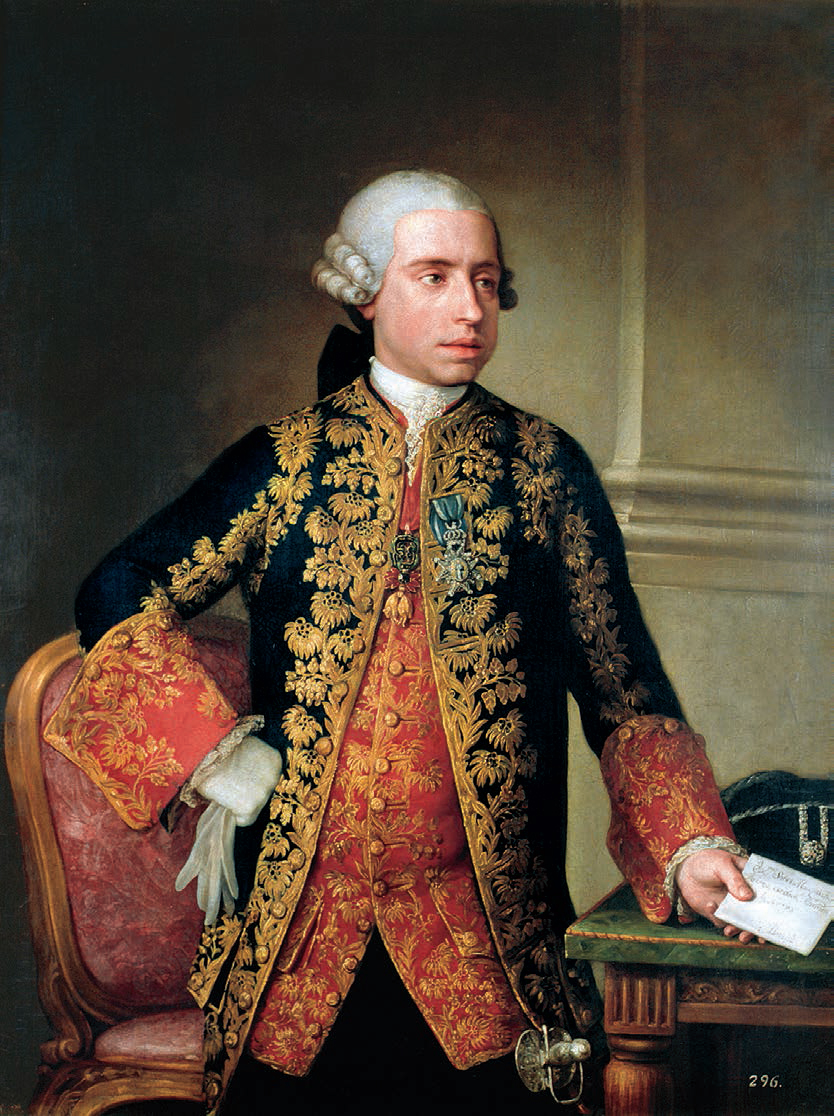
Retrato de Vicente Joaquín Osorio de Moscoso y Guzmán, XV duque de Maqueda, por Anton Raphael Mengs, 1775.

- Vicente Joaquín Osorio de Moscoso y Guzmán (1756-26 de agosto de 1816), xv duque de Maqueda,[1] xi conde de Altamira,[2] viii duque de Sanlúcar la Mayor, vii duque de Medina de las Torres, vi duque de Atrisco, xi duque de Baena, xiii duque de Sessa, xii duque de Soma, xvi marqués de Astorga, viii marqués de San Román (antigua denominación), etc.

Se casó en primeras nupcias el 3 de abril de 1774 con María Ignacia Álvarez de Toledo y Gonzaga y en segundas el 11 de diciembre de 1806 con María Magdalena Fernández de Córdoba y Ponce de León. Le sucedió su hijo del primer matrimonio:
- Vicente Isabel Osorio de Moscoso y Álvarez de Toledo (1777-m. 31 de agosto de 1837), xvi duque de Maqueda,[1] ix duque de Sanlúcar la Mayor, viii duque de Medina de las Torres, vii duque de Atrisco, xii duque de Baena, xv duque de Sessa, xiii duque de Soma, etc.

Se casó con María del Carmen Ponce de León y Carvajal,, v condesa de Garcíez, hija de Antonio María Ponce de León Dávila y Carrillo de Albornoz, iii duque de Montemar, etc. y de María Luisa de Carvajal y Gonzaga, hija del v duque de Abrantes, vi duque de Linares etc. Se casó en segundas nupcias el 14 de febrero de 1834 con María Manuela de Yanguas y Frías. Le sucedió su hijo del primer matrimonio:
- Vicente Pío Osorio de Moscoso y Ponce de León (1801-22 de febrero de 1864), xvii duque de Maqueda,[1] x duque de Sanlúcar la Mayor, ix duque de Medina de las Torres, viii duque de Atrisco, xiii duque de Baena, xvi duque de Sessa, xiv duque de Soma, iv duque de Montemar etc.

Contrajo matrimonio el 30 de junio de 1821 con María Luisa de Carvajal-Vargas y Queralt, hija de José Miguel de Carvajal y Vargas, ii duque de San Carlos, vi conde de Castillejo, ix conde del Puerto, y de su segunda mujer, María Eulalia de Queralt y de Silva. Le sucedió su hijo:
- José María Osorio de Moscoso y Carvajal (m. 4 de noviembre de 1881), xviii duque de Maqueda,[3] xiv Altamira,[2] xvi duque de Sessa, V de Montemar, XX marqués de Astorga, xi de San Román (antigua denominación), ix de Morata y x del Águila, xx conde de Trastamara.

Se casó el 10 de febrero de 1847 con Luisa Teresa María de Borbón y Borbón Dos-Sicilias, hija de Francisco de Paula de Borbón y Borbón, infante de España, y de Luisa Carlota de Borbón Dos-Sicilias, princesa de las Dos-Sicilias. El 27 de julio de 1868 por cesión, le sucedió su hijo:
- Francisco de Asís Osorio de Moscoso y Borbón (Madrid, 16 de diciembre de 1847-18 de enero de 1924),[4] xix duque de Maqueda desde el 27 de julio de 1868, xv conde de Altamira,[2] xvii duque de Sessa, VI de Montemar, xvi marqués del Águila y xxi conde de Trastamara.

Se casó el 1 de diciembre de 1873 con María del Pilar Jordán de Urríes y Ruiz de Arana, hija de Juan Nepomuceno Jordán de Urríes y Salcedo, v marqués de Ayerbe, y de Juana Ruiz de Arana. Le sucedió su hijo, por cesión, el 14 de julio de 1898::
- Francisco de Asís Osorio de Moscoso y Jordán de Urríes (1874-1952), xx duque de Maqueda desde el 14 de julio de 1898, xvi conde de Altamira desde 1924,[2] xviii duque de Sessa, xxi marqués de Astorga, xii del Águila, xii conde de Trastamara.

Se casó en primeras nupcias el 8 de agosto de 1897 con María de los Dolores de Reynoso y Queralt, xi condesa de Fuenclara, hija de Federico Reynoso y Muñoz de Velasco, vii marqués del Pico de Velasco de Angustina, y de María del Pilar de Queralt y Bernaldo de Quirós, x condesa de Fuenclara. Contrajo un segundo matrimonio el 12 de octubre de 1909 con María de los Dolores de Taramona y Díez de Entresoto. Le sucedió su hija del primer matrimonio:
- María del Perpetuo Socorro Osorio de Moscoso y Reynoso (1899-1980), xxi duquesa de Maqueda,[3] xx duquesa de Sessa, iv duquesa de Santángelo, xx marquesa de Elche, xx marquesa de Astorga, xiii marquesa del Águila, xix marquesa de Ayamonte, xxiv condesa de Cabra, xii condesa de Fuenclara, condesa de Priego, condesa de Nieva, condesa de Lodosa.

Contrajo matrimonio con Leopoldo Barón y Torres. El 30 de octubre de 1953, por cesión, le sucedió su hija:

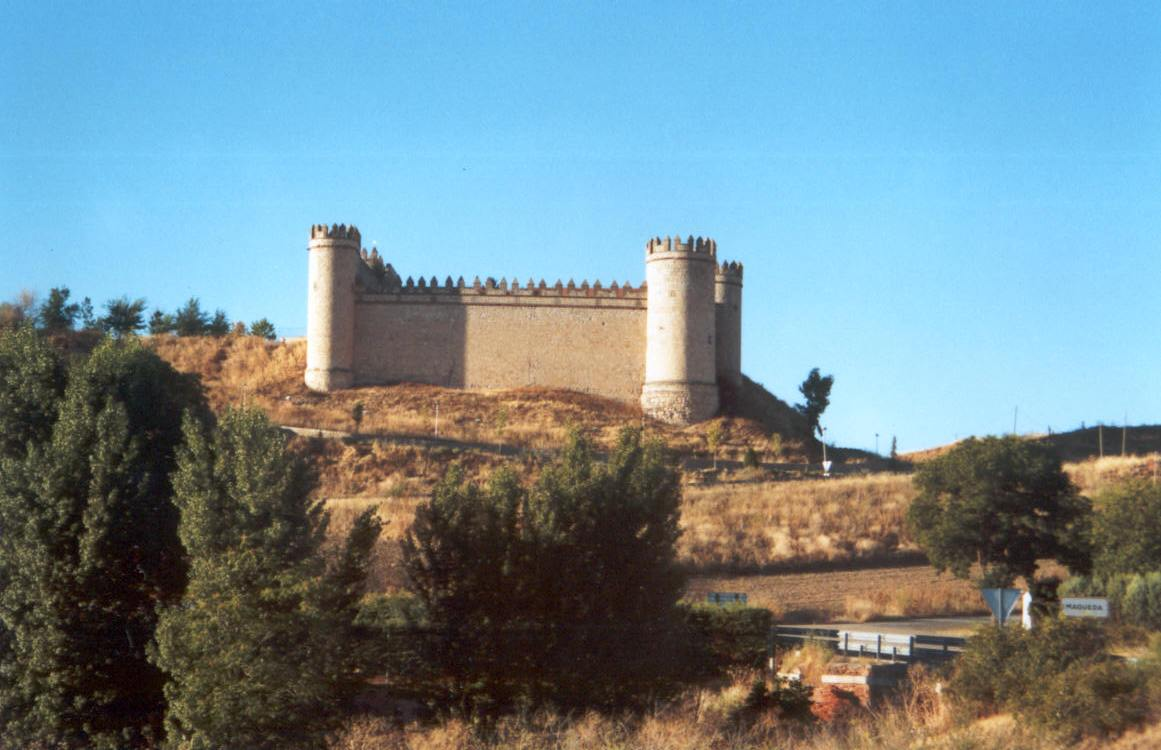
Castillo de Maqueda, reconstruido por Gutierre de Cárdenas, también llamado Castillo de la Vela.

- María de los Dolores Barón y Osorio de Moscoso (1917-antes del 11 de septiembre de 2002), xxii duquesa de Maqueda,[3] xxi condesa de Monteagudo de Mendoza, xiv marquesa del Águila, xvi marquesa de Montemayor, condesa de Valhermoso, condesa de Lodosa, baronesa de Liñola.

Se casó el 8 de mayo de 1946 con Baltasar de Casanova y Ferrer, Maestrante de Valencia, Presidente-Protector del Real Cuerpo de la Nobleza de Cataluña, de la Casa Marquesal de Puerto Nuevo, Condal de Solterra, y Vizcondales de Illa y de Estoles. Le sucedió, en 2003, su hijo:
- Luis María Gonzaga de Casanova-Cárdenas y Barón (n. en 1950), xxiii duque de Maqueda,[3] v duque de Santángelo, xxi marqués de Elche, conde de Valhermoso, conde de Lodosa, conde de Monteagudo de Mendoza, barón de Liñola.

Se casó el 21 de junio de 1980 con la archiduquesa Mónica de Habsburgo-Lorena, hija del archiduque Otto de Habsburgo-Lorena, príncipe heredero de Austria-Hungría y de su esposa, la princesa Regina de Sajonia-Meiningen. Fue desposeído por Sentencia del Tribunal Supremo, de los títulos de duque de Maqueda, de barón de Liñola de conde de Valhermoso y conde de Monteagudo de Mendoza, siendo estos adjudicados, a su hermana mayor:
- María del Pilar Paloma de Casanova-Cárdenas y Barón (n. en 1947),[5] xxiv duquesa de Maqueda, grande de España, xxii marquesa de Astorga con grandeza de España Inmemorial, xxiii marquesa de Elche, xix marquesa de Ayamonte, xiv marquesa de la Villa de San Román, xxvi condesa de Cabra, con grandeza de España inmemorial (estos dos títulos por designación autorizada de su tío Fernando Barón y Osorio de Moscoso,  xxi marquesa de Távara,[6] xviii marquesa de Ayamonte y xxv condesa de Cabra), condesa de Monteagudo de Mendoza, condesa de Valhermoso, baronesa de Liñola.

Contrajo matrimonio en 1975 con Francisco José López-Becerra de Solé y Martín de Vargas, señor de Tejada, señor de Valdeosera, abogado. Poseedor, entre otras distinciones de la encomienda de la Real Orden de Isabel la Católica, Cruz con Distintivo Blanco de las Cruces del Mérito Militar, comendador de la Orden del Mérito Civil, de las Real Academia de Córdoba y de la Real Academia de Zaragoza, académico de número de la Academia Andaluza de la Historia.
Son sus hijas e hijo: 
- María de la Soledad Simitria López-Becerra y Casanova-Cárdenas, XXIV marquesa de Elche, marquesa de la Vega de la Sagra, casada con Javier Linares y de Medina, de la casa condal de Mejorada, Maestrante de Sevilla y Maestrante de Ronda.
- Álvaro López-Becerra y Casanova-Cárdenas, xxvii conde de Cabra, iv marqués de Belfuerte, xix vizconde de Iznájar, grande de España, casó con María Ana Pancorbo y de Rato, nieta de los condes de Du Quesne, y
- Mencía López-Becerra y Casanova-Cárdenas, marquesa del Cenete, grande de España, casada con Francisco Javier Saavedra y Rodríguez-Pomatta.